# Лебедівська сільська рада (Сахновщинський район)
Лебеді́вська сільська́ ра́да — адміністративно-територіальна одиниця та орган місцевого самоврядування в Сахновщинському районі Харківської області. Адміністративний центр — село Лебедівка.

## Загальні відомості
Лебедівська сільська рада утворена в 1924 році.
- Територія ради: 55,33 км²
- Населення ради: 1 122 особи (станом на 2001 рік)
- Територією ради протікає річка Оріль.

## Населені пункти
Сільській раді підпорядковані населені пункти:
- с. Лебедівка
- с. Красноярка
- с. Нагірне
- с. Нововолодимирівка

## Склад ради
Рада складається з 16 депутатів та голови.
- Голова ради: Штанько Микола Васильович
- Секретар ради: Черкас Валентина Федорівна

### Керівний склад попередніх скликань
| Прізвище, ім'я, по батькові | Основні відомості                                                                                  | Дата обрання | Дата звільнення |
| --------------------------- | -------------------------------------------------------------------------------------------------- | ------------ | --------------- |
| Штанько Микола Васильович   | Сільський голова, 1956 року народження, освіта вища                                                | 26.03.2006   | 31.10.2010      |
| Штанько Микола Васильович   | Сільський голова, 1956 року народження, освіта вища, член Всеукраїнського об'єднання «Батьківщина» | 31.10.2010   |                 |

Примітка: таблиця складена за даними сайту Верховної Ради України

### Депутати
За результатами місцевих виборів 2010 року депутатами ради стали:

#### За суб'єктами висування
| Суб'єкт висування                                       | Кількість обраних депутатів | %    |
| ------------------------------------------------------- | --------------------------- | ---- |
| Партія регіонів                                         | 8                           | 50   |
| Самовисування                                           | 3                           | 18,8 |
| Політична партія Всеукраїнське об'єднання «Батьківщина» | 2                           | 12,5 |
| Політична партія «Сильна Україна»                       | 2                           | 12,5 |
| Комуністична партія України                             | 1                           | 6,3  |

#### За округами
| № округу                                                | Прізвище, ім'я, по батькові     | Дата визнання обраним | Освіта  | Партійна приналежність | Відомості про обраного депутата                    |
| ------------------------------------------------------- | ------------------------------- | --------------------- | ------- | ---------------------- | -------------------------------------------------- |
| Комуністична партія України                             |                                 |                       |         |                        |                                                    |
| 5                                                       | Пахущий Сергій Васильович       | 02.11.2010            | середня | позапартійний          | ТОВ АД 1 м. Горького, інженер                      |
| Партія регіонів                                         |                                 |                       |         |                        |                                                    |
| 3                                                       | Бондаренко Михайло Миколайович  | 02.11.2010            | середня | член Партії регіонів   | ТОВ АД 1 м. Горького, завідувач гаражем            |
| 7                                                       | Довгаль Вікторія Володимирівна  | 02.11.2010            | вища    | член Партії регіонів   | Лебедівська загальноосвітня школа, вчитель         |
| 8                                                       | Бєлік Олена Вікторівна          | 02.11.2010            | середня | член Партії регіонів   | Лебедівська загальноосвітня школа, кухар           |
| 10                                                      | Каленик Валентина Феофанівна    | 02.11.2010            | середня | член Партії регіонів   | ТОВ АД ім. Горького, бухгалтер                     |
| 12                                                      | Яровий Сергій Іванович          | 02.11.2010            | середня | член Партії регіонів   | пенсіонер                                          |
| 13                                                      | Левченко Надія Петрівна         | 02.11.2010            | середня | член Партії регіонів   | ТОВ АД ім. Горького, оператор штучного запліднення |
| 14                                                      | Потейчук Галина Миколаївна      | 02.11.2010            | середня | член Партії регіонів   | ТОВ АД ім. Горького, вагар                         |
| 16                                                      | Лайко Олександр Володимирович   | 02.11.2010            | середня | член Партії регіонів   | ТОВ АД ім. Горького, механізатор                   |
| Політична партія Всеукраїнське об'єднання «Батьківщина» |                                 |                       |         |                        |                                                    |
| 1                                                       | Касьян Віра Іванівна            | 02.11.2010            | вища    | позапартійна           | пенсіонер                                          |
| 2                                                       | Бурлаченко Іван Вікторович      | 02.11.2010            | вища    | позапартійний          | Лебедівська загальноосвітня школа, вчитель         |
| Політична партія «Сильна Україна»                       |                                 |                       |         |                        |                                                    |
| 9                                                       | Ткалич Світлана Іванівна        | 02.11.2010            | середня | позапартійна           | Лебедівська ДНЗ, вихователь                        |
| 11                                                      | Черкас Валентина Федорівна      | 02.11.2010            | середня | позапартійна           | Лебедівська сільська рада, секретар                |
| Самовисування                                           |                                 |                       |         |                        |                                                    |
| 4                                                       | Черкас Олена Миколаївна         | 02.11.2010            | середня | позапартійна           | ТОВ АД 1 м. Горького, керуюча бригадою             |
| 6                                                       | Гузева Валентина Василівна      | 16.01.2011            | середня | позапартійна           | ФОП Нечай О. П., реалізатор                        |
| 15                                                      | Даниленко Людмила Олександрівна | 02.11.2010            | середня | позапартійна           | ТОВ АД ім. Горького, завідувач їдальні             |